# Свирь
Свирь — большая река на северо-востоке Ленинградской области России, вблизи её административной границы с Республикой Карелия. Важное звено Волго-Балтийского водного пути и предшествовавшей ему Мариинской системы.

## Название
Название реки связано с вепсским «Süvär’, Süvär’dogi», означающим глубокое озеро.

## Географические сведения

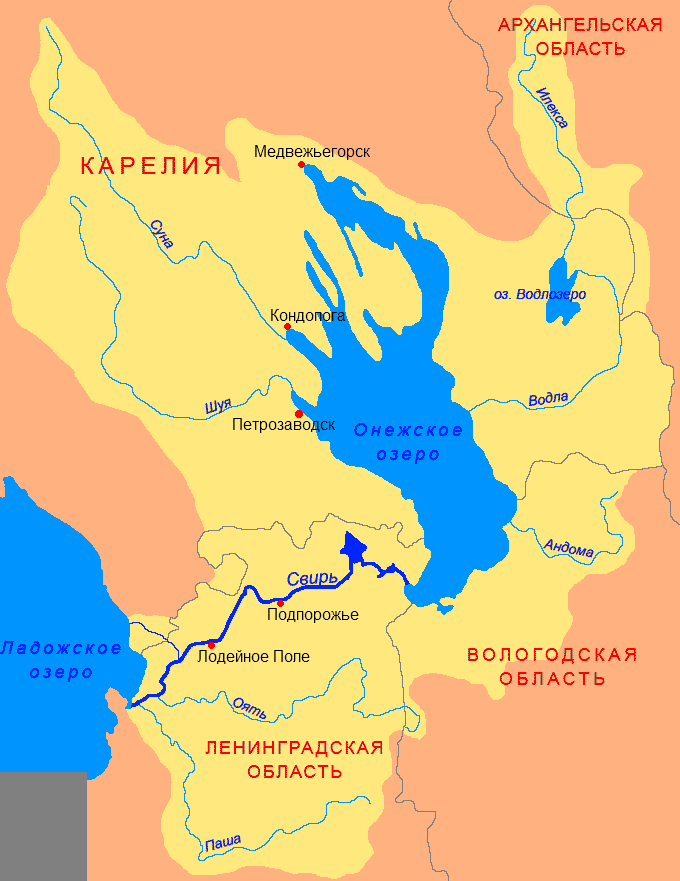
Бассейн реки Свирь и Онежского озера

Имеет длину 224 км, берёт начало в Онежском озере и впадает в Ладожское озеро. Ширина реки на всём протяжении изменяется от 100 м в узких местах русла до 10—12 км в Ивинском разливе. Скорость течения изменяется от 0,5 до 10,6 км/ч. Среднегодовой расход воды в устье — 790 м³/с. Высота устья — 4,3 м над уровнем моря.
До появления Свири сток из Онежского озера в Ладогу происходил южнее — через реки Ошта — Тукша — Оять. Современная река возникла около 9,5 тысяч лет назад в результате трансгрессии южной части Онежского озера, вызванной изостатическим поднятием северной части озёрной котловины. По мере врезания русла реки уровень Онежского озера упал с отметки 75 метров над уровнем моря до современных 33.
Река течёт в низинах, которые в прошлом были заняты ледниковыми водоёмами. Побережье Свири по большей части представляет собой заросшую лесом холмистую местность. В среднем течении Свири существовали пороги, но после постройки на реке каскада электростанций плотины подняли уровень воды, затопив пороги и создав глубоководный путь на всём протяжении реки. На реке располагаются Нижне-Свирский (80 км от устья) и Верхне-Свирский (120 км от устья) гидроузлы. Водохранилище Верхне-Свирской ГЭС сформировало Ивинский разлив (Верхнесвирское водохранилище) площадью 183 км².
Нижняя Свирь протекает в пределах Приладожской низменности и ниже по течению от впадения в неё рек Оять и Паша образует дельту со множеством рукавов и проток, одна из которых соединяется с Загубской Губой. Здесь располагается Нижне-Свирский заповедник. Всего на реке около тридцати островов.
Самый крупный остров — Иванькоостров.

## Гидрология
Так как почти 80 % водосбора Свири приходится на Онежское озеро и сток с части бассейна самой реки зарегулирован гидроузлами, её водный режим отличается равномерностью в течение года. Но, по сравнению, например, с Невой, весенние паводки в нижнем течении более выражены, в том числе по причине возникающих ледяных заторов.

### Притоки
Свирь обладает асимметрией бассейна, и левые притоки доминируют над правыми. Наиболее значительными из них являются реки Паша и Оять.
Левые притоки
- Кузра
- Святуха
- Тойба
- Киселевка
- Святуха
- Погра
- Мандрога
- Мунгала
- Янега
- Шамокша
- Заостровка
- Оять
- Паша
- Яндеба
- Шоткуса
- Каномка

Правые притоки
- Сегежа
- Ирвинка
- Рудея
- Навдия
- Тензея
- Чаплинский
- Негежма
- Сара
- Рыкоручей
- Чёрный
- Муромля
- Ивина
- Остречинка
- Пидьма
- Важинка
- Усланка

## История
Река Свирь на рубеже 1-го и 2-го тысячелетий была важным торговым путём, соединяющим страны Запада и Востока. Его использовали викинги. На их древних картах Свирь отмечена как часть пути в Волжскую Булгарию, а также как дорога в богатую пушниной Биармию. Берега Свири населяло племя весь. Славянизация Присвирья началась в XI веке и проходила вдоль водных путей. Эта территория вошла в состав Новгородской республики, а с 1478 года — в состав великого княжества Московского. В конце XV века вблизи Свири был основан Александро-Свирский монастырь.
В 1702 году на Свири была основана Олонецкая верфь. Значительная часть населения Присвирья во второй половине XVIII века было занята заготовкой леса для судостроения или постройкой кораблей. В начале XIX века Свирь стала частью Мариинской водной системы.

## Хозяйственное использование
Гидроузлы Свирского каскада ГЭС оборудованы шлюзами для пропуска судов из Ладожского в Онежское озеро и обратно. В весенне-осенний период река активно используется для транспортировки грузов и пассажирских перевозок водным транспортом.
Используется для сплава леса.
Рекреационное использование. Рыболовство, в реке водятся лосось, хариус, жерех, язь, сом и пр.

## Мосты и переправы
У самого истока в посёлке Вознесенье действует паромная переправа. С августа 2015 года на переправе работает самоходный автомобильно-пассажирский паром «Аркадий Филатов». В связи с закрытием из-за ремонта движения через Верхнесвирскую ГЭС, с мая по ноябрь 2021 года паром «Аркадий Филатов» работал на переправе между посёлком Никольский и деревней Валдома.

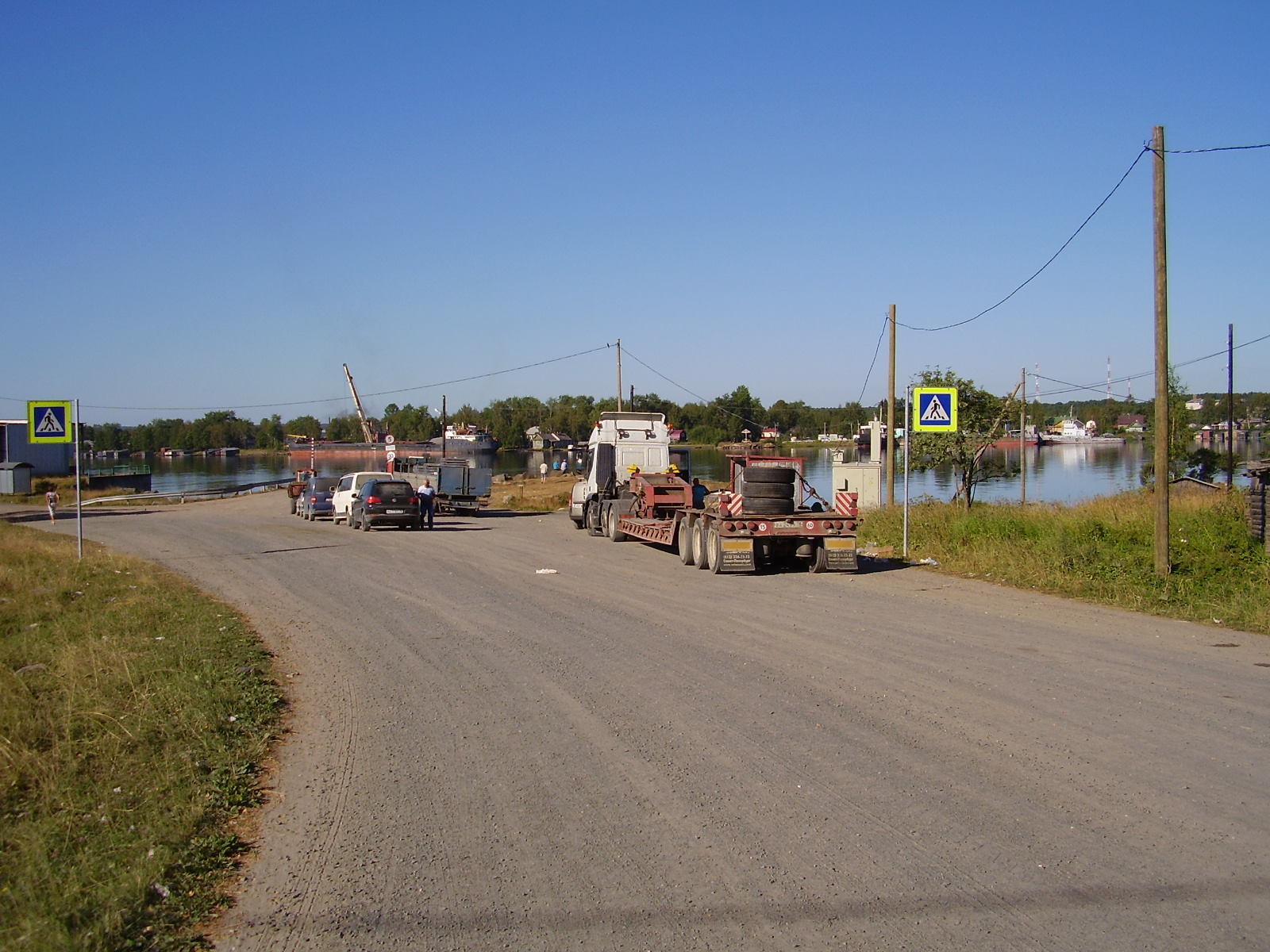
Очередь на паром в посёлке Вознесенье
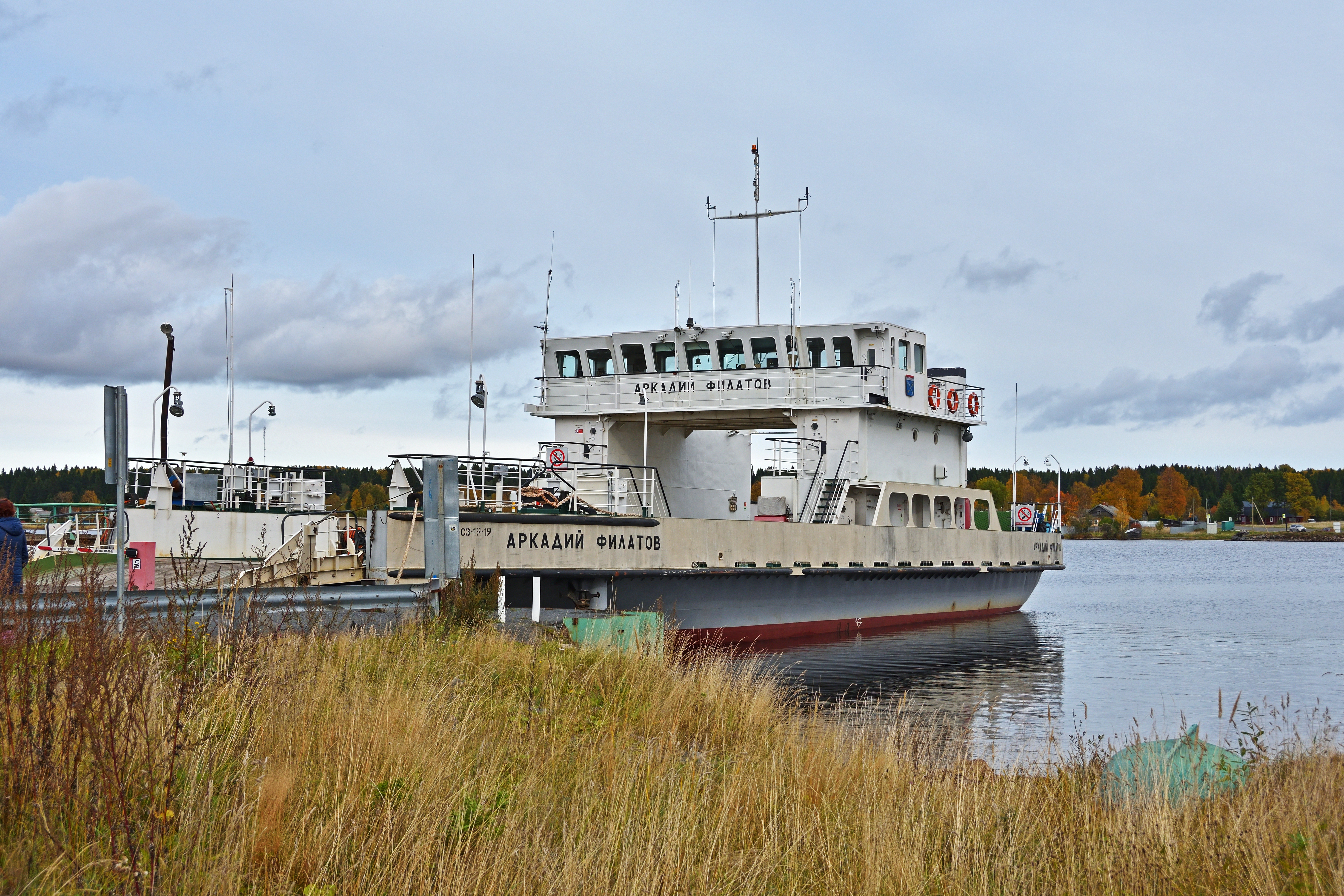
Паром «Аркадий Филатов»
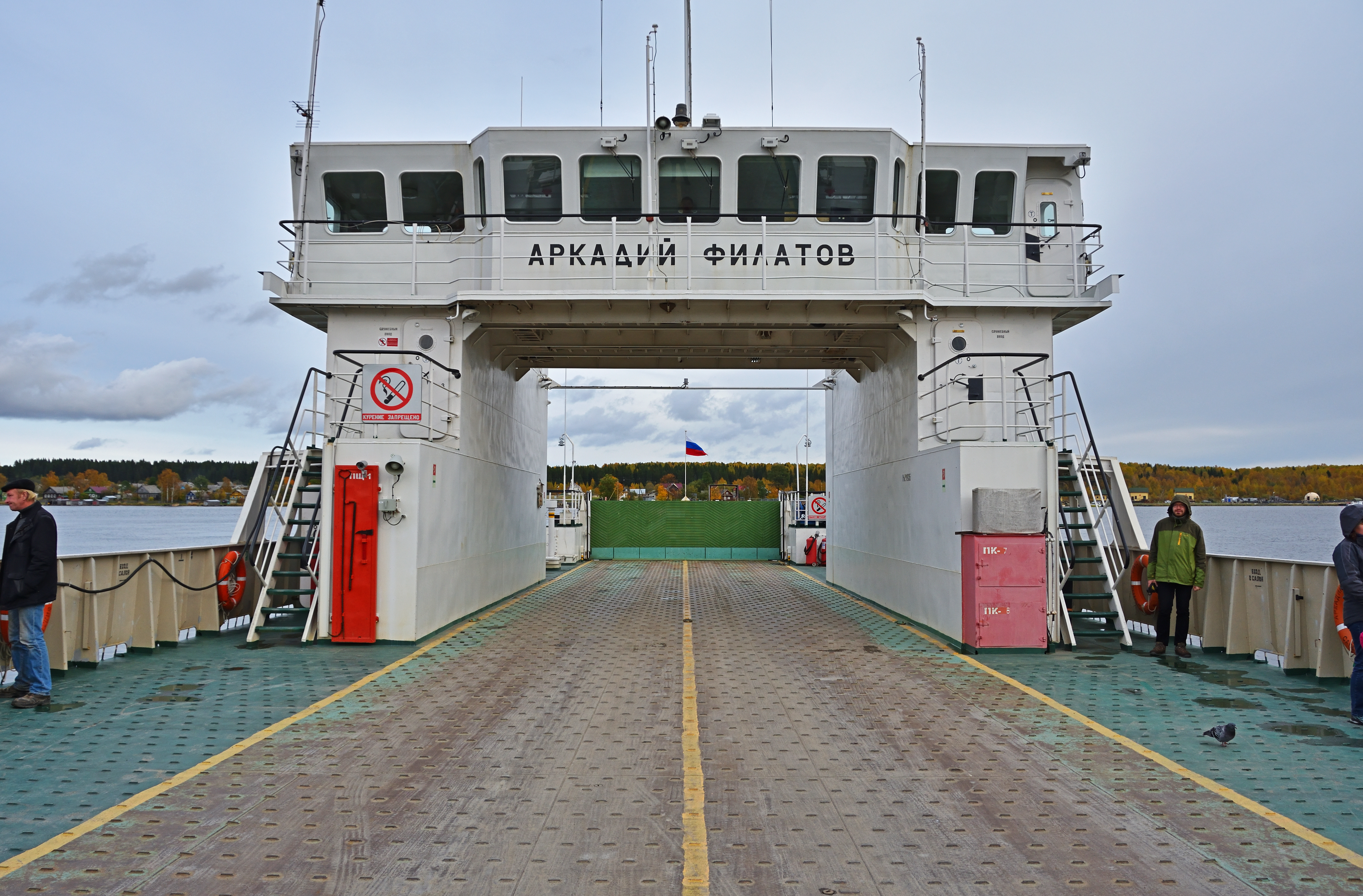
Паром «Аркадий Филатов»

| Изображение | Название                             | Назначение                              | Тип конструкции                   | Год открытия       | Место расположения                         | Координаты                      | Примечания |
| ----------- | ------------------------------------ | --------------------------------------- | --------------------------------- | ------------------ | ------------------------------------------ | ------------------------------- | --- |
|             | Мостовой переход Верхне-Свирской ГЭС | автомобильный, 2 полосы                 |                                   | 1952 год           | Подпорожье                                 | 60°55′08″ с. ш. 34°11′28″ в. д. | В районе города Подпорожье находится автомобильная переправа через плотину Верхне-Свирской гидроэлектростанции ТГК-1. |
|             | Подпорожский мост                    | железнодорожный                         | разводной (вертикально-подъёмный) | 1914 год, 1946 год | Подпорожье, Никольское городское поселение | 60°55′35″ с. ш. 34°06′25″ в. д. | Находится в 6 км ниже по течению от Верхне-Свирского гидроузла, у западной границы города Подпорожье. Через мост проходит линия Санкт-Петербург — Мурманск Октябрьской железной дороги, 284-й км перегона Подпорожье — Свирь. |
|             | Мост Победы                          | автомобильный                           | балочный                          | 2023 год           | Подпорожье, Никольское городское поселение | 60°55′23″ с. ш. 34°05′41″ в. д. | Находится в 750 м ниже по течению от Подпорожского железнодорожного моста, у западной границы города Подпорожье. Существует перспектива включения моста в спрямленный участок трассы «Кола».                                  |
|             | Лодейнопольский мост                 | автомобильный 2 полосы, железнодорожный | разводной (вертикально-подъёмный) | 1972 год           | Лодейнопольское городское поселение        | 60°44′40″ с. ш. 33°36′04″ в. д. | Расположен восточнее города Лодейное Поле. По мосту проходит федеральная автомобильная дорога Р21 «Кола» (E 105), 236-й километр.                                                                                             |

## Достопримечательности

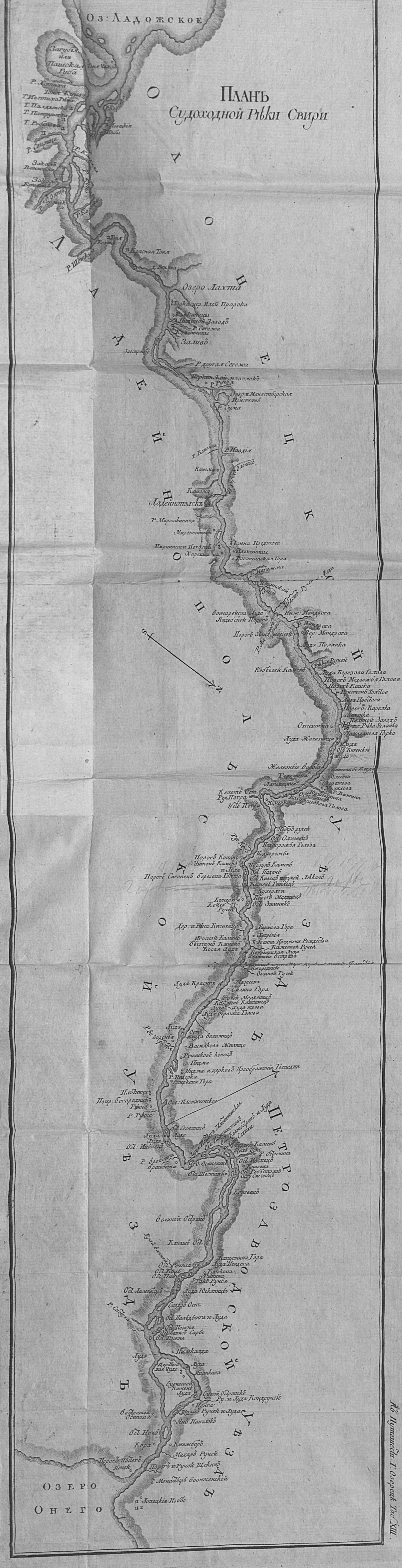
«План Судоходной Реки Свири». Из книги Н. Я. Озерецковского «Путешествие по озёрам Ладожскому и Онежскому» (1792)

- Нижнесвирский заповедник
- Стороженский маяк

## Населённые пункты
- посёлок Вознесенье
- деревня Красный Бор
- деревня Плотично
- деревня Пидьма
- деревня Мятусово
- деревня Хевроньино
- город Подпорожье
- посёлок Никольский
- посёлок Важины
- деревня Усланка
- деревня Верхние Мандроги
- посёлок Свирьстрой
- деревня Харевщина
- деревня Лаптевщина
- город Лодейное Поле
- деревня Заостровье
- деревня Ковкеницы
- посёлок Нижняя Шоткуса
- посёлок Свирица
- деревня Каномы